# Sportåret 1895

## Händelser

### Allmänt
- Okänt datum - IFK Stockholm bildas och som därmed blir den först bildade IFK-föreningen i Norden.

### Bandy
- Okänt datum – Bandy introducerades i Sverige av Clarence von Rosen.[1] efter att spelet demonstrerats i Sverige i februari 1894.[2]

### Baseboll
- Baltimore Orioles vinner National League.[3]

### Bowling
- 9 september - American Bowling Congress bildas i New York.[4]

### Boxning
- Okänt datum - Bob Fitzsimmons säger upp världsmästartiteln för att slåss i tungvikt (någon lätt tungviktsklass finns inte vid denna tid).[5]

Världsmästare
- Världsmästare i tungvikt – James J. Corbett
- Världsmästare i mellanvikt – Bob Fitzsimmons → titeln vakant då Fitzsimmons sagt upp den
- Världsmästare i weltervikt – Tommy Ryan
- Världsmästare i lättvikt – title vacant
- Världsmästare i fjädervikt – George Dixon
- Världsmästare i bantamvikt – Jimmy Barry

### Fotboll
- Okänt datum - Sunderland AFC vinner engelska ligan.
- Okänt datum - Aston Villa FC vinner FA-cupen genom att i finalen besegra West Bromwich Albion FC med 1 - 0.
- Okänt datum  Fortuna Düsseldorf bildas.
- Okänt datum - Eintracht Braunschweig bildas.

### Friidrott
- 30 oktober - Svenska Idrottsförbundet bildas.

### Hastighetsåkning på skridskor
- 23-24 februari - De sjätte världsmästerskapen i hastighetsåkning på skridskor för herrar anordnas i Hamar, Norge. 18 deltagare från tre länder deltar.

### Golf
- Okänt datum - Den första upplagan av US Open i golf spelas och Horace Rawlins vinner.

### Hästsport
- 6 maj - Vid 21:a Kentucky Derby vinner Soup Perkins på Halma med tiden 2.37.5.[4]

### Motorsport
- Okänt datum - Paris-Bordeaux-Paris-tävlingen hålls och blir den första större motorsporttävlingen där alla startar samtidigt. Vinner gör Émile Levassor med sin Panhard-Levassor 1205 CC-modell. Han slutför sträckan på 48 timmar och 47 minuter, nästan sex timmar före tvåan.[7]

### Segling
- 12 september - Amerikanska Defender besegrar brittiska Valkyrie III och vinner America's Cup.[4]

### Volleyboll
- 9 februari - Sporten Volleyboll uppfinns i Massachusetts av William G Morgan.[4]

## Födda
- 1 januari - Jack Jr Beresford, engelsk roddare.
- 6 februari - Babe Ruth, amerikansk basebollspelare.
- 15 augusti – Elin Pikkuniemi, svensk längdskidåkare.

## Bildade klubbar och föreningar
- 22 februari - IFK Sundsvall[8]

### Fotnoter
1. ↑  ”Bandyhistoria 1875–1919”. Svenska Bandyförbundet. Arkiverad från originalet den 4 juni 2015. https://web.archive.org/web/20150604010835/http://www.svenskbandy.se/BANDY-INFO/FORBUNDET/Historikochstatistik/Historiskamilstolpar/Bandyhistoria1875-1919/. Läst 2 september 2011.
2. ↑  ”Hammarby Bandys historia”. Hammarby IF BF. http://www.hammarbybandy.se/index.php/foereningen/historia. Läst 2 september 2011.
3. ↑  ”The 1895 Season” (på engelska). Retrosheet. http://www.retrosheet.org/boxesetc/1895/Y_1895.htm. Läst 19 juli 2015.
4. 1 2 3 4  ”Chronology of Sports”. Arkiverad från originalet den 4 oktober 2011. https://web.archive.org/web/20111004143035/http://worldtimeline.info/sports/spor1890.htm. Läst 19 juli 2011.
5. ↑  Cyber Boxing Zone – Bob Fitzsimmons. läst 14 november 2009.
6. ↑  ”Cyber Boxing Zone”. Arkiverad från originalet den 20 juni 2009. https://www.webcitation.org/5hg1si20f?url=http://www.cyberboxingzone.com/boxing/pastchp.htm. Läst 20 juni 2009.
7. ↑  1895 Grand Prix and Paris Races Arkiverad 24 september 2015 hämtat från the Wayback Machine.. läst 22 augusti 2009.
8. ↑  Martin Alsiö (10 mars 2004). ”De allsvenska klubbarnas födelsedagar”. Bolletinen. http://www.bolletinen.se/sfs/allsvenskan/grundades.pdf. Läst 18 februari 2015.